# Club del coccodrillo
Il Club del coccodrillo fu un gruppo spontaneo di membri del Parlamento europeo riunitisi nel 1980 con l'obiettivo di riformare le istituzioni europee. Il gruppo è stato uno dei protagonisti nell'elaborazione del progetto per l'unione europea , pur non costituendosi mai come gruppo politico.

## Storia
La prima riunione si tenne il 9 luglio 1980 al ristorante Crocodile di Strasburgo e raccolse 9 parlamentari europei. L'intergruppo venne costituito ufficialmente il successivo settembre, quando già raccoglieva una sessantina di parlamentari, che nel luglio 1981 saliranno a 180.
Il primo obiettivo dell'intergruppo fu la creazione di una commissione del Parlamento europeo incaricata di elaborare proposte per la riforma delle istituzioni comunitarie. Il 9 luglio 1981 il Parlamento approvò a larghissima maggioranza una risoluzione per la creazione della commissione istituzionale, attualmente indicata come commissione Affari Costituzionali (AFCO).
A partire dal 1982 la commissione istituzionale preparò i contenuti di un nuovo trattato per la realizzazione dell'Unione europea. Nel settembre 1983 il Parlamento europeo approvò lo schema del nuovo trattato e il 14 febbraio 1984 il testo definitivo, denominato Progetto di Trattato che istituisce l'Unione europea. Tale testo (noto come Progetto Spinelli) non venne accolto dai governi degli Stati membri.

## Ruolo
L'iniziativa del Club del coccodrillo fu comunque determinante per i successivi sviluppi dell'integrazione europea, l'Atto unico europeo e il Trattato di Maastricht, in termini oppositivi: gli sviluppi nel processo di integrazione a cavallo tra gli anni '80 e '90 furono portati avanti prevalentemente seguendo l'indirizzo politico della Commissione e del Consiglio Europeo, negando al Parlamento la possibilità di svolgere un ruolo chiave all'interno dei progetti, che quindi vennero caratterizzati dalla prospettiva intergovernativa, come nei primi anni del nuovo millennio accadrà con il processo Costituente (terminato con la bocciatura della Carta Costituzionale da parte di Francia e Olanda).
Il Parlamento europeo, che era stato eletto per la prima volta nel 1979 tramite elezioni dirette, si diede un ruolo costituente, ponendo fine al privilegio di statisti e diplomatici di determinare il percorso dell'integrazione europea tramite i metodi intergovernativi della diplomazia.
Il ruolo del Club del coccodrillo venne raccolto nelle legislature successive dall'intergruppo federalista del Parlamento europeo, sostenuto dagli omologhi intergruppi presenti in vari Parlamenti degli Stati membri e assemblee legislative locali. Una sua indiretta discendenza ideale può anche cogliersi nei lavori della Convenzione europea e nel suo tentativo di proporre agli Stati membri una Costituzione europea.